# Haverhill, Iowa
Haverhill là một thành phố thuộc quận Marshall, tiểu bang Iowa, Hoa Kỳ. Năm 2010, dân số của thành phố này là 173 người.

## Dân số
Dân số qua các năm:
- Năm 2000: 170 người.
- Năm 2010: 173 người.